# ノヴィ・ベオグラード
ノヴィ・ベオグラード（セルビア語: Нови Београд / Novi Beograd、セルビア・クロアチア語発音: [nôʋiː beǒɡrad]、ハンガリー語: Újbelgrád, Újbelgrád városi község）は、セルビアの首都・ベオグラード市を構成する17の自治体（オプシュティナ）のひとつであり、その中で最多の人口を持つ。旧来のベオグラード市街地とはサヴァ川を挟んで向かい側に位置しており、1947年まで無人であったサヴァ川左岸の土地を開発して作られた計画都市である。現代的なインフラストラクチャや、利用できる土地に余裕があることから、多くの企業がノヴィ・ベオグラードに拠点を構え、急速な発展が続いている地区である。2011年の調査ではその人口は21万2104人を数え、これはベオグラード市を構成する自治体としては最大である。
セルビア語で「ノヴィ・ベオグラード」とは「新ベオグラード」を意味する。

## 地理
ノヴィ・ベオグラードはサヴァ川左岸に位置しており、歴史的にスレム（スリイェム）地方の南西端に属する。行政的には、ノヴィ・ベオグラード自治体の領域の北東部はドナウ川右岸の一部、サヴァ川との合流地点までを含んでいる。サヴァ川右岸には旧来からのベオグラードの市街地が広がっており、ガゼラ橋（Gazela）、ブランコ橋（Branko's bridge）、サヴァ橋（Savski most）、旧鉄道橋（Stari železnički most）、新鉄道橋（New Railway Bridge）、アダ橋（Ada Bridge）の6つの橋で両岸は結ばれている
通過するE75号線は、ノヴィ・ベオグラード域内にベオグラード・アリーナ周辺など5箇所にインターチェンジがある。
ノヴィ・ベオグラードの総面積は40.74平方キロメートル、地形的にはそのほとんどが平地であり、32の丘があるといわれ起伏に富んだ旧来のベオグラードとは対称を成している。西部のベジャニヤ（Bežanija）地区を除いては、ノヴィ・ベオグラードの一帯は開発が始まる1948年以前は大部分が沼地であった。長年にわたって、数キロメートルにおよぶベルトコンベアでドナウ川の小戦争島（Malo Ratno Ostrvo）から土砂を運び入れて沼地を埋め、現在のノヴィ・ベオグラードとなる土地が築かれた。
この他の地理的な特徴として、サヴァ川沿いに広がるマラ・ツィガンリヤ半島（Mala Ciganlija）や、川の中洲アダ・メジツァ（Ada Međica）、マラ・ツィガンリヤによってサヴァ川の主流と分断されているジモヴニク湾（Zimovnik）などの地形があり、ジモヴニク湾はベオグラード造船所の施設として使用されている。西部のベジャニヤに位置するベジャニスカ・コサ（Bežanijska Kosa）地区には黄土層の丘陵地がある。
ノヴィ・ベオグラードには森林はないものの、ベオグラード中心部の自治体でもっとも緑地面積が多く、その面積は3.47平方キロメートルで、ノヴィ・ベオグラード全体の8.5%に及び。緑地面積の大部分はノヴィ・ベオグラード・ウシュチェ（Ušće）公園のものである。2008年に開設したスルプスカ共和国公園（Park Republika Srpska）もノヴィ・ベオグラード域内にある。
ノヴィ・ベオグラードは計画都市として作られており、ブロック（blok）と呼ばれる区画に分かれている。域内には70のブロックがあり、このうち一部のブロックは70-aなどのサブ・ブロックに分かれている。また、かつてのベジャニヤ村（Bežanija）の中心であった場所、アダ・メジツァおよびマラ・ツィガンリヤ、並びにベジャニスカ・コサより西の幹線道路沿いの地区はブロックにわかれていない。また、自治体の境界の変動により、一部のブロック（9、9-a、9-b、11、11-c、50）はゼムン区に属しており、この一帯はノヴィ・ベオグラード区のブロック地帯の北に隣接している。

## 経済

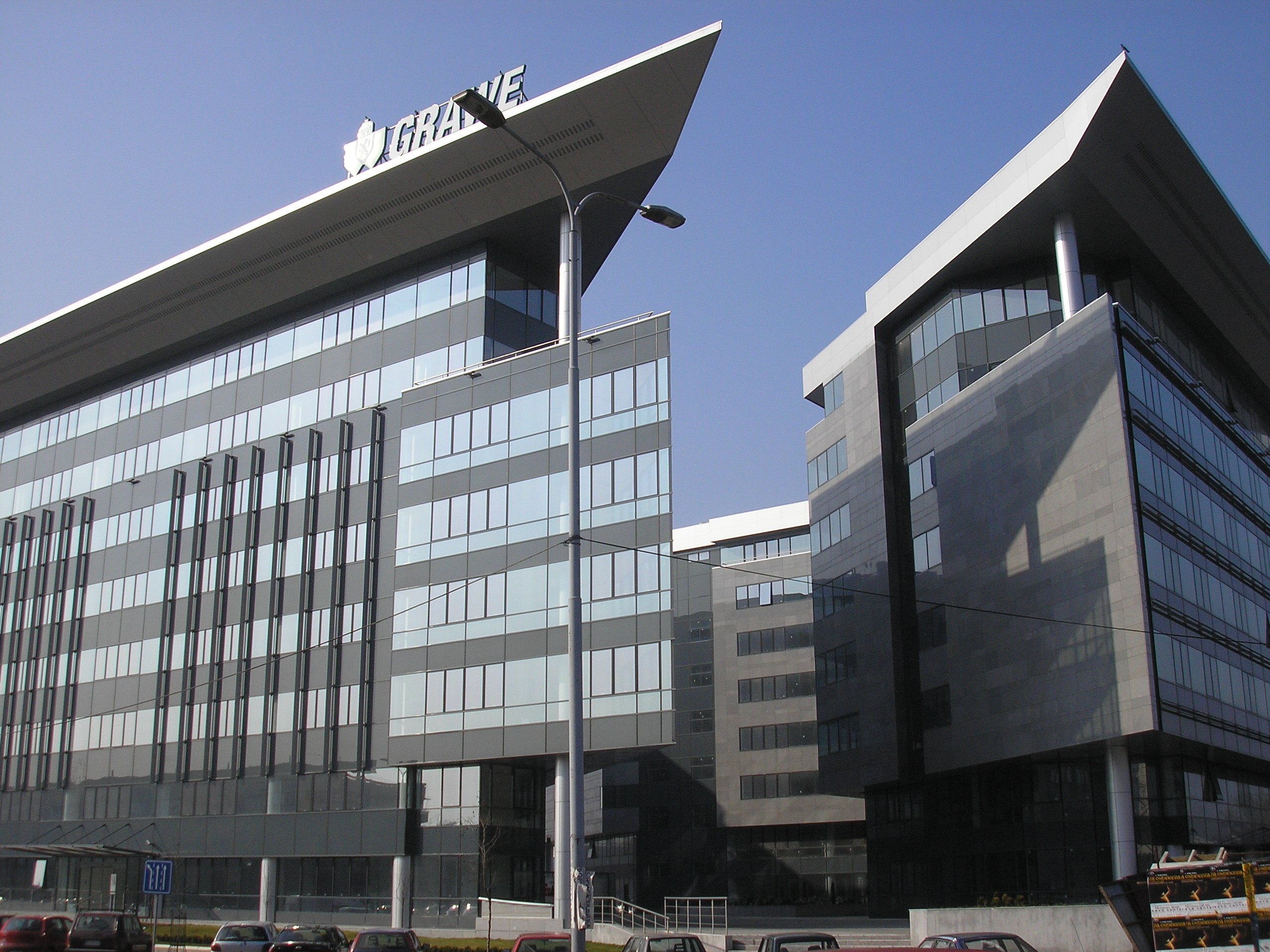
ブロック25の風景

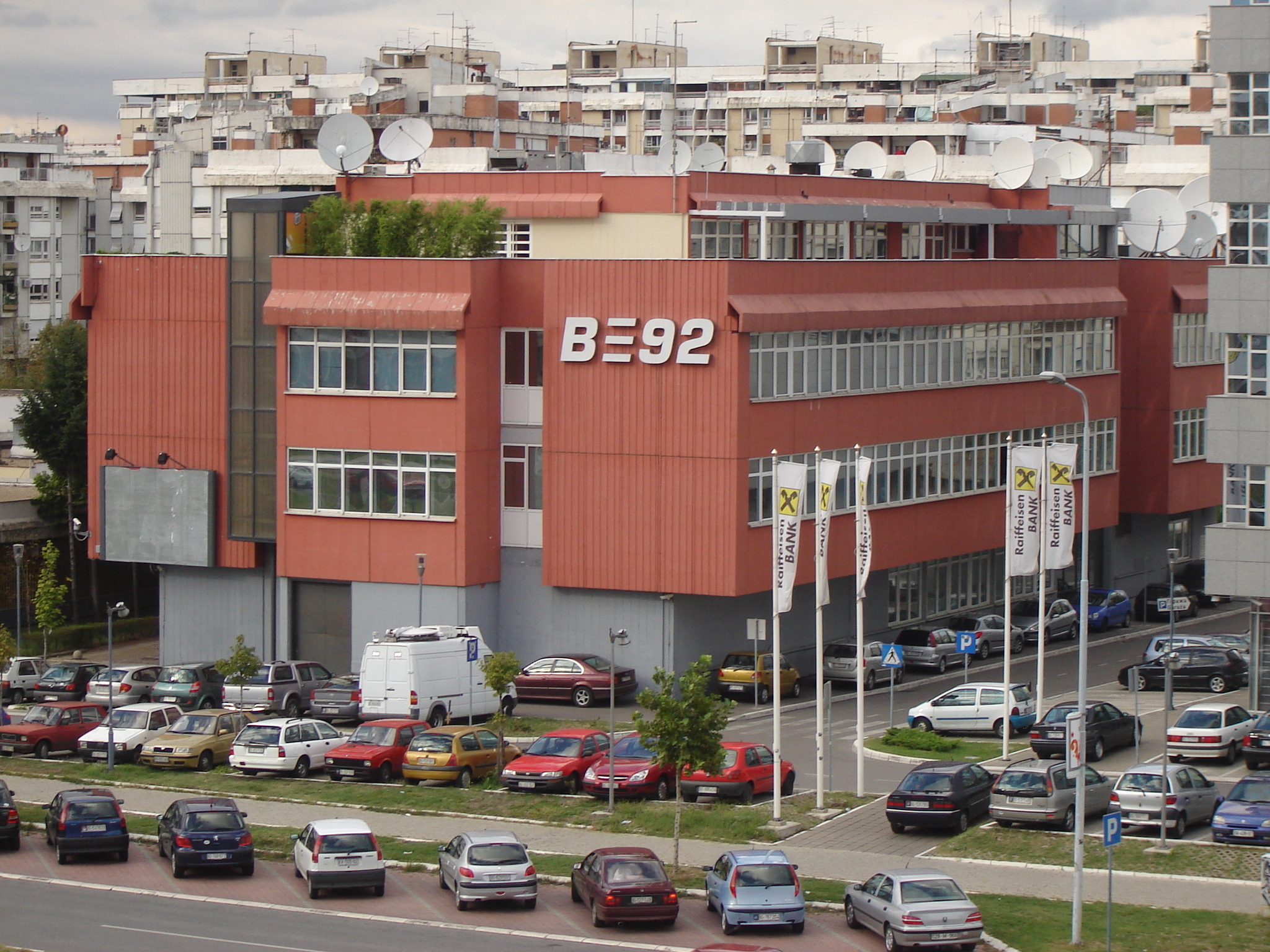
B92

ユーゴスラビア時代、各国の共産主義政府の例に漏れず、重厚長大産業が経済の牽引役として重視され、ノヴィ・ベオグラードにおいてもこうした産業が経済の主力となった。自動車やトラクターなどの輸送機器を製造するIMT、製鉄のFOMや、ベオグラード造船所、サヴスキ・ナシプの熱源設備、MINELなどの工場がある。こうした工場に替えてビジネス地区や住宅を整備する計画がある。
ユーゴスラビア崩壊に伴う1990年代の経済危機の中で、大規模な公有企業が機能不全に陥ると、ノヴィ・ベオグラードの経済はこうした製造業から商業へと転換し、多数のショッピングセンターや商業地区が誕生、この傾向は2000年代も続いた。ノヴィ・ベオグラードでは蚤の市も開かれている。
ノヴィ・ベオグラードはセルビアの主要なビジネス地区となっている。多くの企業がノヴィ・ベオグラードに本社や地域拠点を置いており、エイサー、コムトレード（ComTrade）、イムテル・コンピューター（Imtel Computers）、マイクロソフト、イケア、デルタ・ホールディング（Delta Holding）、DHL、Jat航空、OMV、シーメンス、ソシエテ・ジェネラル、テレコム・スルビヤ（Telekom Serbia、テレノル・セルビア（Telenor Serbia）、ユニリーバ、VIPモバイル（Vip mobile）、ユーゴインポートSDPR（Yugoimport SDPR）、エリクソン、Colliers、CBリチャード・エリス（CB Richard Ellis）、シスコシステムズ、SAP AG、ヒューレット・パッカード、華為技術などの拠点が集中する。ベオグラード証券取引所（Belgrade Stock Exchange）もノヴィ・ベオグラードにある。この他にも、サヴァ・センター（Sava Center）、ホテル・ユーゴスラヴィヤ（Hotel Jugoslavija）、ゲネクス・コンドミニアム（Genex condominium）およびゲネクス・タワー（Genex Tower）、スポーツおよびコンサート会場のハラ・スポルトヴァ（Hala Sportova）およびベオグラード・アリーナ、高級ホテルのコンチネンタル・ホテル・ベオグラード（Continental Hotel Belgrade）、ホリデイ・イン、ハイアット、チューリップ・イン（Tulip Inn）などもある。この他にアダ橋（Ada Bridge）、ベオグラード臨空都市（Airport City Belgrade）、ウィーン保険グループ（Vienna Insurance Group）セルビア本社、セルビア電力産業公社本社、インテーザ銀行（Intesa）セルビア本社、ライファイゼン銀行本社、ビジネス地区「West 65」などの建設が進められている。
2000年代後半には、デルタ・シティ（Delta City）、サヴァ・センター（Sava City）といったショッピングセンターや、ウニヴェルジテツコ・セロ（Univerzitetsko Selo）、ウシュチェ塔（Ušće Tower）が完成した。

## 住民

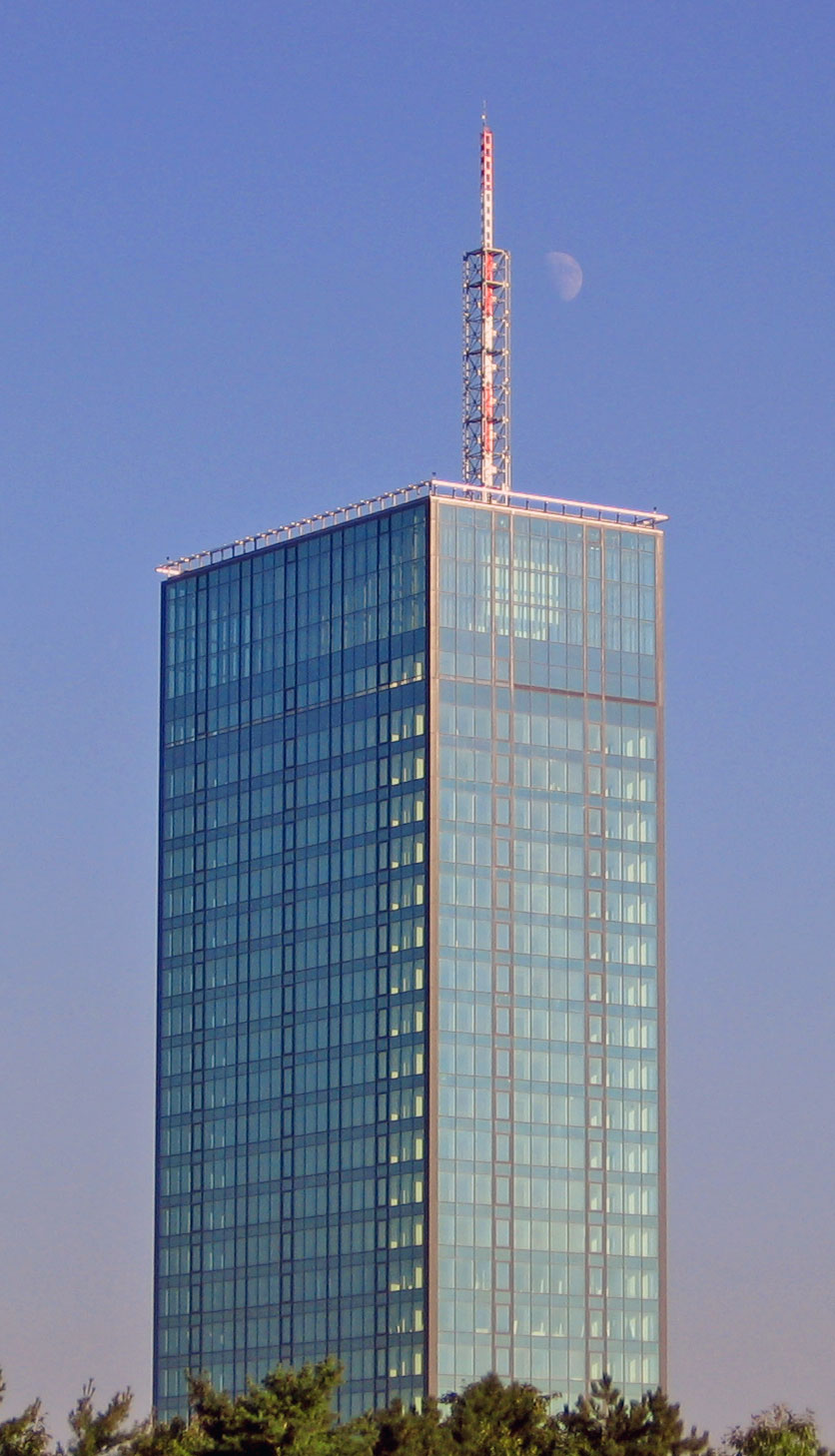
ウシュチェ塔

ノヴィ・ベオグラード域内すべてがベオグラード市街地に含まれており、行政的にこれに含まれない集落は存在しない。ノヴィ・ベオグラード区議会庁舎の付近がノヴィ・ベオグラードの中心とみなされている。
建設が始まったのは1948年のことであったが、その後ノヴィ・ベオグラードは急速な人口増加を経験した。しかし2002年の国勢調査ではノヴィ・ベオグラードの人口は10年前と比べて減少を見せている。2011年12月31日の人口は21万2,104人となっているが、これに加えて戦争によって住む場所を追われてクロアチアやボスニア・ヘルツェゴビナ、コソボから避難してきた居住者もいる。
ノヴィ・ベオグラードの人口推移は以下のとおりである:
- 1953年（国勢調査） - 11,339人
- 1961年（国勢調査） - 33,347人
- 1971年（国勢調査） - 92,500人
- 1981年（国勢調査） - 173,541人
- 1991年（国勢調査） - 218,633人
- 2002年（国勢調査） - 217,773人
- 2011年（国勢調査） - 212,104人

### 民族別

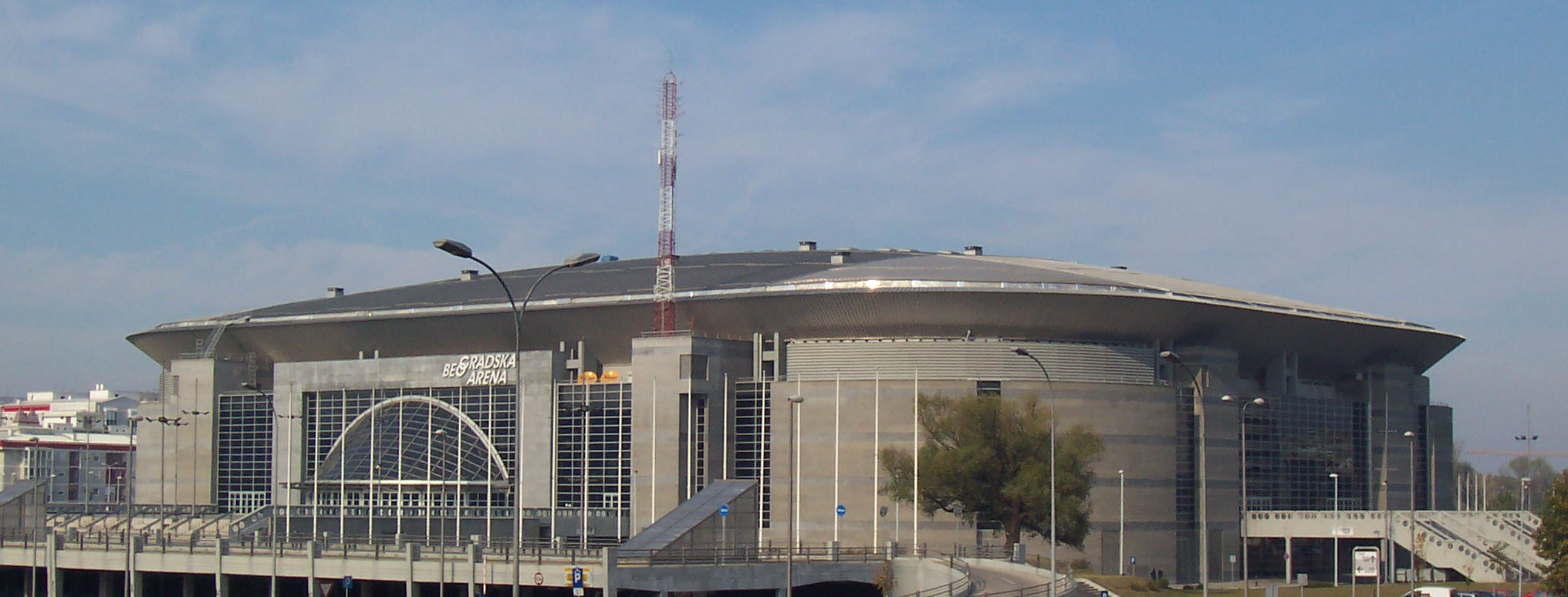
ベオグラード・アリーナ

2002年の国勢調査による、ノヴィ・ベオグラードの住民の民族別構成は以下のとおりである:
- セルビア人 - 192,486人（88.39%）
- ユーゴスラビア人 - 5,341人（2.45%）
- クロアチア人 - 2,520人（1.16%）
- ロマ - 2,371人（1.09%）
- マケドニア人 - 1,683人（0.77%）
- その他 - 13,372人（6.14 %）

## 地区

ノヴィ・ベオグラードの地図

ノヴィ・ベオグラード自治体は複数の地区にわかれており、このうちベジャニヤ（Bežanija）とスタロ・サイミシュテ（Staro Sajmište）を除いては無人地であったため、歴史的な呼称がない。しかし1948年の開発から半世紀以上が経過し、地区の特色もはっきりしてきている。
ノヴィ・ベオグラードには以下の地区がある]
- アダ・メジツァ（Ada Međica）
- ベジャニヤ（Bežanija）
- ベジャニスカ・コサ（Bežanijska Kosa）
- ブロコヴィ（Blokovi）
- ドクトル・イヴァン・リバル（Dr Ivan Ribar）
- フォンタナ（Fontana）
- レディネ（Ledine）
- マラ・ツィガンリヤ（Mala Ciganlija）
- パヴィリョニ（Paviljoni）
- サヴスキ・ナシプ（Savski Nasip）
- スタロ・サイミシュテ（Staro Sajmište）
- ストゥデンツキ・グラード（Studentski Grad）
- トシン・ブナル（Tošin Bunar）
- ウシュチェ（Ušće）

更に、ベオグラード臨空都市（Airport City Belgrade）、デルタ・シティ（Delta City）、サヴァ・シティ（Sava City）、ウニヴェルジテツコ・セロ（Univerzitetsko Selo）などの地区が開発中である。

## 歴史

### 起源

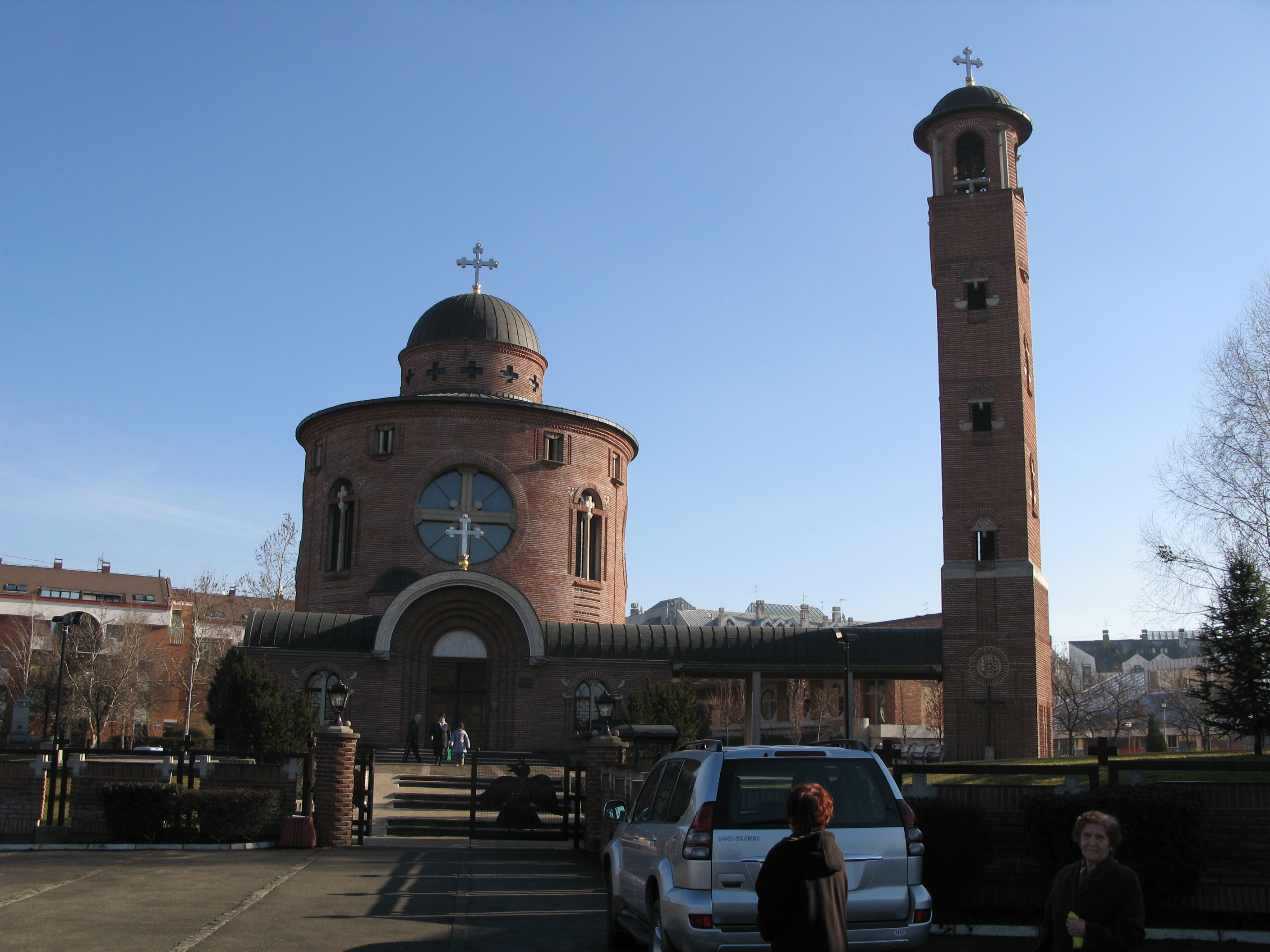
セルビア正教会の聖堂

この地域における人の居住は、オスマン帝国統治時代の文献に記されている。1713年の書籍によると、この地域には早ければ1512年には「ベジャニヤ」と呼ばれるセルビア人の村落が存在していたとされている。この文献によると当時は32世帯の民家があったとされ、その数は1810年には115世帯まで増加している。
18世紀を通じてベジャニヤの人口の大部分はセルビア人であった。オスマン帝国の撤退後、新たにこの地の支配者となったオーストリア帝国はドイツ人やハンガリー人、クロアチア人などの移住を進めた。
20世紀の戦間期には、よりサヴァ川に近い場所に新たにサイミシュテおよびノヴォ・ナセリェ（Novo Naselje）という集落が誕生した。初めてベオグラードの市街地がサヴァ川を超えて左岸にまで進出してきたのは1923年のことであったが、泥濘地を居住に適した環境に変えるのに十分な人出も資金もなく、大きな進展は起こらなかった。1924年にペタル・ココトヴィッチ（Petar Kokotović）という人物がトシン・ブナル地区に、この地の未来を予言するかのような「ノヴィ・ベオグラード」という名前のカファナを開業した。1945年、ココトヴィッチはノヴォ・ナセリェおよびベジャニヤ地区の村長となり、やがてこの「村」はノヴィ・ベオグラード自治体へと発展することとなる。1924年にベジャニヤに空港が作られ、1928年にロゴジェルスキ（Rogožerski）という工場ができた。1929年にゼムンがベオグラードと行政的に統合され、1934年に独立した都市としての地位を失うと、ベオグラードとゼムンの間を埋める新しい市街地の開発が構想される。この時代にサヴァ川を渡る橋が築かれ、ゼムンとベオグラードとを結ぶ路面電車の運行も始まる。また、ゼムン空港が築かれた。
1938年にスタロ・サイミシュテ（Staro Sajmište）に多数の建造物が築かれる。1万5千平方メートルにおよぶこの建造物群は、ユーゴスラビア王国の経済発展を示す見本市や展覧会の会場として造られた。同じ年にベオグラード市政府は、新しい市街地を建造するためにデンマークの建設企業KampsaxおよびHøjgaard & Schultzと契約した。技術者のブラニスラヴ・ネシッチ（Branislav Nešić）が、計画を指揮する立場となった。ネシッチは、ユーゴスラビア王国が枢軸勢力に占領される1941年以降も計画の推進にあたり、そのために1945年に共産主義者が枢軸勢力を駆逐した後、通敵者として裁判を受けることとなった。

### サイミシュテ強制収容所
1941年、ドイツ軍がユーゴスラビア王国の大部分を制圧し、占領下に置く。ナチス・ドイツの秘密警察・ゲシュタポがサイミシュテを支配下に置き、地区を有刺鉄線で幾重にも覆う。この場所はその後絶滅収容所となった。
1942年、ドイツ人はサイミシュテ強制収容所を、ベオグラードやその他の場所に住むユダヤ人を殺害する目的で使用する。1942年4月以降、サイミシュテ強制収容所の囚人は、ナチス・ドイツの傀儡国家・クロアチア独立国が運営するヤセノヴァツ強制収容所やスタラ・グラディシュカ強制収容所へと移送された。セルビアで枢軸勢力に捕らえられたパルティザン兵士や、その他のユーゴスラビア諸地域からも多くの人々がサイミシュテに送られた。強制収容所では最後まで囚人の殺害が途絶えることはなかった。
囚人にはコザラ（Kozara）地方に住んでいた女性や子ども、老人や、ベオグラードなどの街に住むユダヤ人の一家、ロマの一家や、スレム地方の複数の村の村民がまるごと捕らえられていたケースもあった。
1946年11月に、占領者および協力者の犯罪に関するユーゴスラビア国家委員会が発表した報告によると、10万人近くの人物がサイミシュテに送られ、うち4万8千人が収容所内で死亡したとしている。
1987年7月9日、ベオグラード市議会はスタロ・サイミシュテを文化遺産とし、急速な不動産開発から保護することを決めた。1995年4月21日、サヴァ川沿いにサイミシュテ強制収容所の犠牲者を記念する記念碑が除幕された。

### 急速な開発

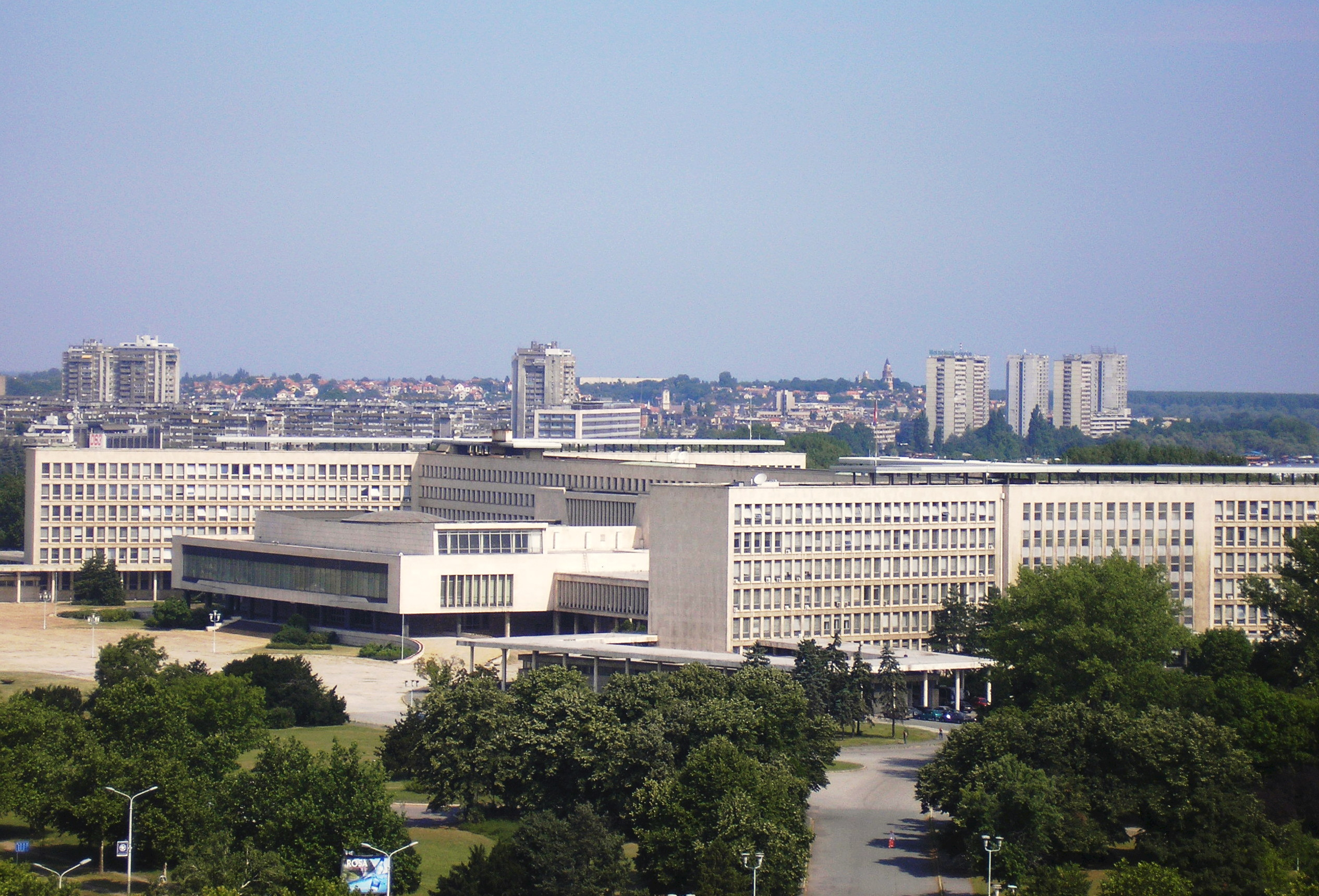
「セルビア宮殿」

第二次世界大戦終戦から3年が経過した1948年4月11日、この地は巨大な開発計画の対象となり、これが今日のノヴィ・ベオグラードの誕生の瞬間であった。
次々と建造物が立ち並び、1952年にはノヴィ・ベオグラード自治体が発足した。1955年にベジャニヤ自治体はノヴィ・ベオグラード自治体に統合される。これはこの時代のユーゴスラビア連邦人民共和国における最大の開発計画であり、共産主義政府の威信をかけたプロジェクトであった。
計画の最初の3年間で10万人を超える労働力が投入され、枢軸支配から解放されたばかりのユーゴスラビア各地から技術者が集まり、建造計画が進められた。肉体労働に従事する労働者の多くは、セルビアのいなかから集められた人々であった。十分な機材もないまま、コンクリートは手作業で混合され、一部で馬を用いつつ人力で砂を運び、泥濘地に撒き、整地が進められた。

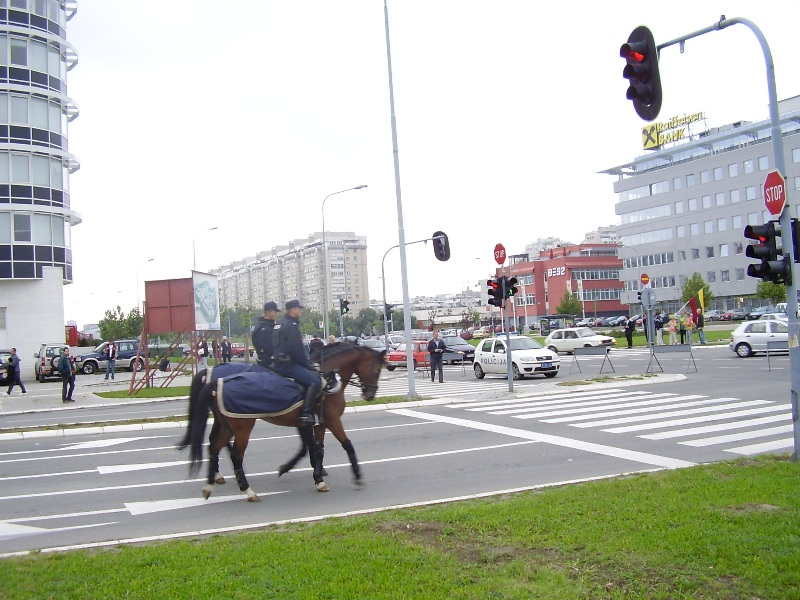
乗馬警察官

建造が始まる前段階として、川沿いに砂を盛り、川の水と陸地を分離し、泥濘地を乾かす作業が行われた。
この地に築かれた初期の建造物のひとつが、ユーゴスラビア連邦議会が入居するユーゴスラビア首相府の庁舎であった。庁舎は7万5千平方メートルの敷地を持ち、ユーゴスラビア社会主義連邦共和国の崩壊後はユーゴスラビア連邦共和国の議会が使用した。その後この建物はセルビア宮殿と改称され、一部のセルビア政府の機関が使用している。
居住目的で造られた初めての建物は、トシン・ブナル地区に築かれた。ストゥデンツキ・グラード（Studentski Grad）地区は、増大するベオグラード大学の学生の居住地として築かれた。

## 文化・教育

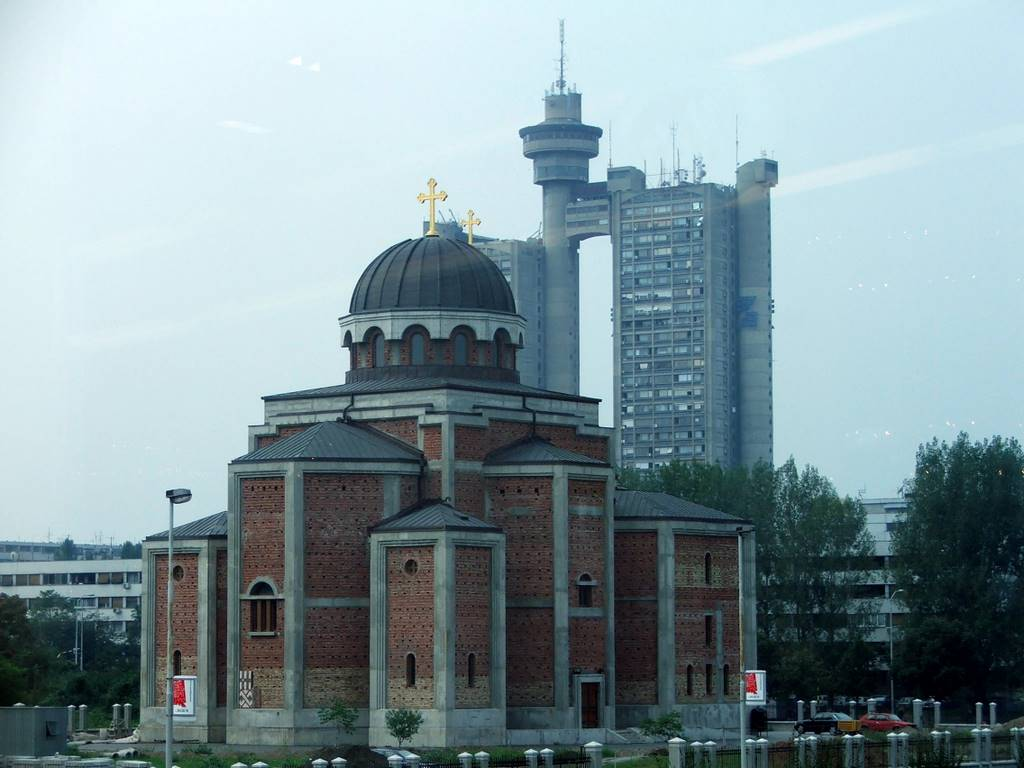
聖ジミトリイ聖堂とゲネクス・コンドミニアム

ノヴィ・ベオグラードの街は、社会主義時代のユーゴスラビア共産主義者が思い描いた、現代都市のあるべき像を反映した姿であった。20万人以上が暮らす街でありながら、長年に渡って教会施設はほぼ皆無であり、劇場もなく、唯一の博物館もあまり知られていない。長年に渡り、ノヴィ・ベオグラードは巨大な寄宿舎にすぎないと考えられてきた。
現代美術館（Museum of Contemporary Art）はウシュチェ地区にあり、この場所にはオペラ劇場の建造も計画されている。この計画について2000年代には、この場所はオペラ劇場には良い場所ではないとする論争があった。長年に渡り、ノヴィ・ベオグラードで唯一のキリスト教聖堂は、ベジャニヤにある聖ゲオルギイ聖堂のみであった。ベジャニスカ・コサにてオストログの聖バシル聖堂の建造が1996年に、またサロニカの聖ジミトリイ聖堂の建造が1998年に、それぞれ始められた。

## ナイト・ライフ
ノヴィ・ベオグラードのナイト・ライフは、サヴァ川とドナウ川の合流地点のあたりが中心となっている。川に浮かべられたいかだ船によるクラブは1980年代に始まり、1990年代には内部で飲食やターボ・フォークのライブ・パフォーマンスを提供するより大型のいかだ船が多数現れた。
今日でも川沿いに100メートルも歩けば、こうしたいかだ船が見られ、娯楽施設としてベオグラード中心部のクラブと競合する存在となっている。かつては、水上に浮かべられターボ・フォークの音楽が流れるいかだ船は、ステレオタイプ的なカファナと同類のものと見られていたが、後には世界的に有名なDJを招いたライブ・パフォーマンスなどを提供する本格的なクラブへと様変わりしている。

## 批判と大衆イメージ

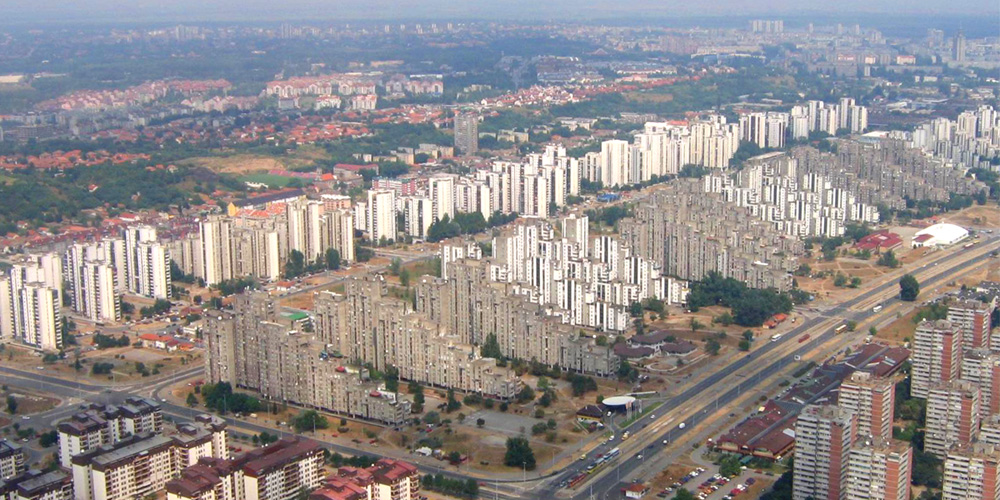
ベジャニスキ・ブロコヴィと呼ばれる地区

1947年から1950年代にかけてのノヴィ・ベオグラード建造初期の頃は、細かい部分をあまり気にすることなく建造が進められた。終戦後の人口増加と多数の居住者を受け入れるために、当時はとにかく早く多数の住居をつくることが重要であった。
こうした状況下でブルータリズム的な建造物が多数築かれ、ブロック全体が巨大なモニュメントのような街並みが誕生した。後の時代にハイアット・リージェンシー・ベオグラード（Hyatt Regency Belgrade）などの国際的なホテル、ゲネクス・コンドミニアム、ウシュチェ塔、ベオグラード・アリーナ、デルタ・シティといった、より現代的な建造物が出現したことにより幾分緩和されたものの、ノヴィ・ベオグラードの色彩に欠く単調な街並みを嫌がる声は依然根強い。ノヴィ・ベオグラードを卑下する表現として、スパヴァオニツァ（spavaonica、「寄宿舎」）というものがあり、これはノヴィ・ベオグラードには創造的な生活や地域の人々の健全な交流がなく、一日の労働に疲れて眠る場所としてのみ存在していることを意味している。
こうした見方はセルビアの流行文化にも反映されている。1980年代初期に、セルビアのロック・バンド、リブリャ・チョルバ（Riblja čorba）の楽曲「Neću da živim u Bloku 65（ブロック65には住みたくない）」では、ノヴィ・ベオグラードのコンクリートに囲まれた生活で世界に嫌気がさしている、疲れ果てた人物を歌っている。また、ノヴィ・ベオグラードをニューヨークのゲットーに比喩する向きもある。例として、2002年の映画『1 na 1』では、ラップをし、銃を撃ち、ストリート・バスケットボールをするノヴィ・ベオグラードの十代の少年らの苦悩を描いている。また、『Apsolutnih 100』や『The Wounds』でもノヴィ・ベオグラードを否定的な存在として登場させているが、これらの映画が公開された1990年代はセルビアは戦争や国際的な制裁により疲弊していた時代であり、こうした状況下のセルビア人の苦難が重ね合わされている。

## 姉妹都市
ノヴィ・ベオグラードは以下の都市と姉妹都市提携を結んでいる:
- ベルフォール - フランス、フランシュ＝コンテ地域圏
- カルポシュ（Karpoš）、マケドニア共和国
- クサンティ, ギリシャ
- プラハ7（Prague 7） - チェコ、プラハ
- バニャ・ルカ - ボスニア・ヘルツェゴビナ
- メトリカ - スロベニア